# Юнкос
Юнкос (ісп. Yuncos) — муніципалітет в Іспанії, у складі автономної спільноти Кастилія-Ла-Манча, у провінції Толедо. Населення — 9700 осіб (2010).
Муніципалітет розташований на відстані близько 39 км на південь від Мадрида, 28 км на північний схід від Толедо.
На території муніципалітету розташовані такі населені пункти: (дані про населення за 2010 рік)
- Юнкос: 8901 особа
- Арройо-Ведадо: 211 осіб
- Сервантес: 173 особи
- Маулон-Грамалес: 168 осіб
- Посуело: 189 осіб
- Ла-Оя: 58 осіб

## Демографія
Динаміка населення (INE ):

## Галерея зображень

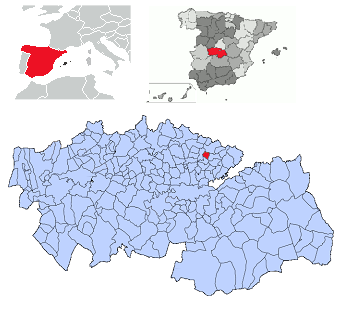
Розташування муніципалітету у провінції Толедо